# Nguyễn Danh Thế
Nguyễn Danh Thế (1573-1645) là đại thần nhà Lê trung hưng trong lịch sử Việt Nam.

## Sự nghiệp
Nguyễn Danh Thế người làng Viên Nội, huyện ứng Hòa, Hà Nội. Năm 1595 đời Lê Thế Tông, ông đi thi lần đầu đỗ ngay đồng tiến sĩ khi 23 tuổi.
Thời Lê Kính Tông (1600-1619), ông làm Hiệu thảo Viện Hàn lâm, nhưng vì có tang nên xin ở nhà.
Tuy nhà Lê đã trung hưng nhưng thế lực nhà Mạc còn mạnh. Mạc Kính Cung lập mẹ Mạc Mậu Hợp (đã chết năm 1592) là Bùi thị làm quốc mẫu, mang quân tiến vào Thăng Long. Trịnh Tùng phải rước vua Lê chạy vào Thanh Hóa. Nguyễn Danh Thế đang có tang ở nhà, ẩn náu không ra theo họ Mạc.
Khi quân Trịnh Tùng kéo ra đánh đuổi quân Mạc, khen thưởng Danh Thế trung thành với nhà Lê, phong ông làm Hiến sát ở Sơn Tây. Ít lâu sau ông được gọi làm Đô cấp sự trong Hộ Khoa, Bồi tụng trong phủ chúa. Sau đó ông lại được điều làm Thái bộc khanh.
Đầu năm 1606, ông làm Phó sứ sang Trung Quốc cống nhà Minh, khi trở về được thăng làm hữu thị lang bộ Lại, tước tử.
Đầu năm 1609, ông cầm quân đi đánh Mạc Kính Chỉ ở Thái Nguyên nhưng không gặp quân Mạc nên trở về.
Năm 1616, ông được phong làm Tả đường bộ Hộ; cuối năm 1618 đổi sang làm Đô ngự sử.
Năm 1621, ông lại ra làm Đốc thị trấn thủ Lạng Giang. Cuối năm đó chúa Trịnh ra quân đánh Mạc Kính Khoan ở Cao Bằng, Nguyễn Danh Thế theo Trịnh Tráng tiến quân phá được quân Mạc.
Năm 1623, Trịnh Xuân làm loạn, Danh Thế cùng thế tử Trịnh Tráng dẹp loạn. Ông bàn mưu với Trịnh Tráng đón vua về Thanh Hóa, tập hợp các lộ quân thủy bộ dẹp Trịnh Xuân. Sau khi dẹp yên Trịnh Xuân, ông được thăng làm Thượng thư bộ Công và phong làm Dực vận tán trị công thần, tước Đoan Dương hầu.
Cuối năm 1624, ông làm Đốc thị theo đường Thái Nguyên đánh họ Mạc ở Cao Bằng có công. Sang năm sau ông được phong làm Thiếu phó.
Năm 1626 ông sang làm Thượng thư bộ Hình, xét xử việc kiện cáo trong nước. Lúc này Trịnh Tráng chuẩn bị đánh Nguyễn Phúc Nguyên ở Thuận Hóa, sai ông cùng Nguyễn Khải mang quân đến huyện Kỳ Hoa (Hà Tĩnh) sắp đặt việc biên giới phía nam với họ Nguyễn. Sang năm sau (1627), Trịnh Tráng rước Lê Thần Tông đi thân chinh nhưng quân Nguyễn phòng thủ vững không phá được nên sai Nguyễn Danh Thế viết thư dụ Nguyễn Phúc Nguyên nhưng không kết quả. Quân Trịnh phải rút về.
Cuối năm 1627, ông được kiêm chức Đô ngự sử. Năm 1629, ông thăng lên chức Đường quận công. Năm 1632 ông làm Tham tụng, dự bàn việc nước, ít lâu sau lại gia phong làm Thái bảo.
Năm 1638, ông làm tham mưu theo Trịnh Tráng đi đánh Mạc Kính Vũ ở Cao Bằng.
Năm 1640, Nguyễn Danh Thế được giao thêm việc ở Đông các, coi việc tòa Kinh diên và kiêm Thượng thư bộ Lễ.
Đầu năm 1643, vua Lê chúa Trịnh lại đi đánh họ Nguyễn ở Thuận Hóa, sai ông ở lại trấn thủ kinh thành Thăng Long.
Năm 1645, ông qua đời, thọ 73 tuổi, được triều đình truy tặng là Thái phó, Thượng thư bộ Hộ, Tả tư không, thụy là Văn Trung.

## Nhận định
Sử gia Phan Huy Chú nhận định về ông như sau:
Ông giữ mình ngay thẳng cứng cỏi, biết cách làm việc chính trị, quen việc binh; làm quan trong kinh ngoài trấn cả thảy 50 năm, là người bề tôi giỏi lúc bấy giờ.